# Velika Lahinja
Velika Lahinja – wieś w Słowenii, w gminie Črnomelj. W 2018 roku liczyła 47 mieszkańców.